# Chapelle royale de Versailles
La chapelle du château de Versailles est une chapelle palatiale située dans le château de Versailles, près de l’angle que forment l’aile du Grand Appartement du Roi et l’aile nord.
Cinq sanctuaires se sont succédé, au gré des transformations architecturales du château. La chapelle actuelle est bénie en 1710, après un chantier ébauché dès 1687. C'est la partie du château la moins modifiée par l’Histoire.

## Historique
Quatre sanctuaires successifs, situés à divers emplacements, ont précédé la chapelle actuelle. Pour permettre au souverain d’assister au culte depuis la tribune du premier étage, tous s'élèvent sur deux niveaux.

### Les débuts (1663-1682)
Dès 1663, un sanctuaire exigu est logé au nord-est du château, à l’emplacement de l’actuel cabinet doré de Madame Adélaïde. En 1670, l’agrandissement du château entraîne le déplacement de la chapelle vers le sud, à l’emplacement de l’actuelle Salle des Gardes de la Reine. Les musiciens prennent place au rez-de-chaussée.
Une nouvelle chapelle, bénie le 3 novembre 1672, est installée à l’emplacement de l’actuelle salle dite du Sacre. D'une superficie de près de 250 m2, elle est conçue selon un plan barlong. Pilastres et colonnes structurent le premier étage, où une balustrade prolonge la tribune royale sur les trois côtés. Les chantres et musiciens sont installés au même niveau que le souverain, à l’est de l’édifice. Un orgue de grande taille, à deux buffets, est commandé en 1679. Charles Le Brun conçoit le décor. Sur le mur sud, un retable monumental relie les deux niveaux et assure un lien avec la voûte. Pour cette dernière, un projet spectaculaire est prévu, comme en témoigne une maquette de 1675. D'un seul tenant, la composition représente Dieu le Père dans sa gloire du côté de l’autel et, à l’opposé mais sans solution de continuité, saint Michel terrassant les anges rebelles. Ce projet, d'un genre nouveau, rappelle les formules alors mises en œuvre à Rome sur la voûte du Gesù par Giovanni Battista Gaulli : on y trouve le même traitement des groupes de personnages, de la lumière et des nuées qui creusent l’espace.

### Un sanctuaire provisoire (1682-1710)
En 1682, la Cour s'installe à Versailles. Le projet de le Brun est abandonné. L'aile du Midi est construite et la chapelle occupe un emplacement provisoire au nord, contre la grotte de Téthys. Elle reprend la disposition du sanctuaire précédent. Plus sobre, son programme décoratif se  concentre essentiellement sur le retable de Noël Jouvenet encadré par deux anges. La tribune a pour piliers deux termes angéliques supportant une architrave. Une grande croix coiffe la toiture. Les chantres et musiciens sont logés dans la tribune du premier étage.
Au rez-de-chaussée sont placés deux autels secondaires dédiés à Saint Louis et à sainte Thérèse, saints patrons du couple royal. Un troisième autel, orné d’un tableau de Pierre de Cortone, occupe la tribune.
La chapelle est richement pourvue en vases sacrés, ornements et livres liturgiques. Ces trésors ont presque entièrement disparu. Seuls subsistent un somptueux graduel et antiphonaire, enluminé en 1686 par l’atelier des Invalides, et plusieurs grands livres de plain-chant, calligraphiés par le copiste Philidor entre 1701 et 1703.
Conçue comme provisoire, la chapelle de 1682 sera utilisée pendant 28 ans : c'est le sanctuaire que Louis XIV aura le plus connu. De grandes cérémonies s’y déroulent, comme les réceptions dans l’ordre du Saint-Esprit en 1688-1689 ou le mariage du duc de Bourgogne en 1697.

### Le dernier grand chantier du Roi-Soleil (1687-1710)
Tout au long du chantier, le projet architectural connaît une lente maturation, auquel Jules Hardouin-Mansart donne sa forme définitive. Influencé par l’architecture ultramontaine, il s’inscrit toutefois dans la tradition française des chapelles palatines mais apparaît comme un manifeste de modernité.
En 1682, la Cour et le gouvernement s’installent à Versailles. À cette occasion, une desserte permanente de la chapelle royale est instituée. Louis XIV la confie à une communauté de Pères de la Mission. Appelés aussi Lazaristes, ces fils de saint Vincent de Paul sont logés au château. « L’édifice définitif du nouveau Versailles, lieu de prière désormais perpétuelle, devait combiner les caractères d’une fondation royale à ceux d’une chapelle palatine » .

#### Un projet inabouti: le dôme inspiré des Invalides
Le premier projet d’une chapelle de plan centré, au milieu de l’aile du Nord, est formulé en 1679 et mis en chantier à la fin de l’année 1684. Il rappelle celui de François Mansart pour la rotonde funéraire des Bourbons dans la basilique Saint-Denis mais plus encore le dôme des Invalides, autre fondation royale confiée aux Lazaristes.

« D’inspiration nettement ultramontaine, évoquant une fonction funéraire, le dôme versaillais constituait une innovation trop radicale pour être accepté. Ce morceau d’architecture autonome et d’une écrasante hauteur eût incontestablement perturbé l’équilibre du nouveau Versailles qui s’édifiait. Le chantier ne fut donc pas mené à terme, mais il devait toutefois laisser une trace dans la topographie du palais, le corps de logis séparant les deux cours de l’aile du Nord, d’une largeur inhabituelle, ayant été construit sur les fondations de cette chapelle. »

#### Le plan de Mansart
L’emplacement définitif de la chapelle est trouvé en 1687. Comme celui de 1672, l’édifice est de plan barlong. Il comporte un chevet initialement rectangulaire. Il s'élève sur deux niveaux. Au premier étage, une tribune réservée au roi, face à l'autel, borde l’ensemble du vaisseau. La chapelle est précédée de deux vestibules superposés, qui donnent accès à l’aile nord.
Le chantier est interrompu pendant dix ans  par la guerre de la Ligue d’Augsbourg. Il reprend alors que Jules Hardouin-Mansart accède à la Surintendance des Bâtiments.
Après la mort de Hardouin-Mansart en mai 1708, Louis XIV assume les fonctions de surintendant de ses propres bâtiments. Assisté de Robert de Cotte, il mène à son terme, en deux années, le chantier tant architectural que décoratif. « Le monument est complètement novateur dans sa plastique, particulièrement dans son agencement intérieur. L'emploi, notamment, de colonnes libres et d'architraves horizontales à l'antique ne réapparaîtra de nouveau qu'un siècle plus tard, dans l'église Saint Philippe du Roule, à Paris. Ce péristyle intérieur, dressé sur un étage d'arcades, contribue à l'élancement très particulier de la Chapelle royale »
Le 5 juin 1710, la chapelle est bénie par le Cardinal de Noailles, archevêque de Paris,.

## L'architecture et le décor extérieur
« Plan ramassé pour mieux s'élancer vers le ciel, scansion resserrée des façades, haute toiture, surmontée autrefois d'un lanternon : les références à la Sainte-Chapelle érigée dans les années 1240 par saint Louis au cœur de son palais à Paris, sont évidentes  »

### La toiture

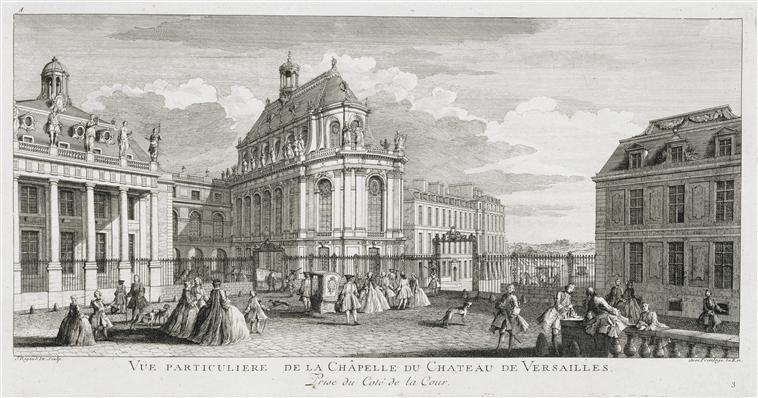
Jacques Rigaud. Vue du chevet, vers 1730.

La chapelle est primitivement conçue pour ne pas excéder la hauteur des toits du palais. Mais dès janvier 1689, elle est nettement plus élevée. Haute de 43 mètres, elle est surmontée d'une croix à son extrémité orientale.
Par son toit surélevé, la chapelle affirme son autonomie architecturale. « La substitution du corinthien au ionique à l’extérieur, ainsi que le remplacement des pots à feu par des statues juchées sur la balustrade extérieure constituèrent deux étapes importantes dans l’affranchissement de l’élévation externe de la chapelle au regard du modèle des façades donnant sur les jardins. Néanmoins, la silhouette élancée de la toiture de la chapelle allait dominer la masse du palais sans l’écraser » .
À partir de 1705, le chantier développe un langage essentiellement ornemental. Une grande couronne royale, posée sur un coussin et un tapis en plomb, devait coiffer le sommet. C'est un lanternon de près de 12 mètres de haut, surmonté d’une croix, qui surmontera l’édifice. Réalisé par Nicolas Berja, Jean Dedieu, Jean François, Jean de Lapierre, Pierre Lepautre, Offement, Claude Poirier, Jean Poultier, Jean Voiriot et Jean Hardy, il se compose d'une balustrade d'entrelacs à jour et de huit colonnes de bois gainé de plomb à chapiteaux composites, têtes de chérubins et festons de fleurs aux archivoltes, de huit consoles et fleurons surmontés de feuilles d'eau, d'un tore de feuilles d'acanthe et d'une croix posée sur un globe fleurdelysé.
La toiture s'orne de motifs, reliefs et rondes-bosses en plomb, jadis dorés. Représentant des fleurs de lys, des houppes, des fleurons et palmettes, un tore de baguettes, des branches de palmes tournantes, des consoles et doubles-consoles, des campanes et chérubins, des frises de postes, des couronnes royales, des cartouches et culots, ils sont exécutés par les artistes ayant œuvré au lanternon. Ce dernier, qui résiste mal aux intempéries et fragilise la toiture, est déposé en 1765. À la suite de cette destruction, le groupe d'anges situé à l'est est modifié vers 1766.
Pour le faîte de la toiture, Guillaume Coustou et Pierre Lepautre réalisent deux groupes identiques de trois anges en plomb doré  mesurant 210 cm. Le premier groupe porte des palmes, symbole de l'espérance en la Résurrection. Le second soutient la croix. Le mémoire des deux sculpteurs, daté de 1707, précise : « 1707. Exécution du modèle, de la fonte et de la ciselure par Guillaume Coustou et Pierre Lepautre selon leur mémoire : avoir fait et fini le modèle d'un groupe de trois enfants de six pieds et demi [2,10 m.], lesdits enfants sont ornés de draperies et de deux grandes ailes, lesquels enfants sont sur des nuées soutenant un palmier de huit pieds et demi de haut [2,76 m.] et une couronne de fleurs de vingt pouces de diamètre [0,54 m.], avoir fourni les plastres pour le soutien de la terre… Pour le second groupe d'enfants accompagnés de leurs ailes, nuées, draperies, couronne et palmier, avoir estampé de terre dans les modèles du premier, avoir assemblé les parties, les avoir retouchées, travaillées et finies… Plus avoir fait les moules pour les plombs desdits deux groupes, avoir fait les noyaux armés de fer ainsi que lesdits moules, avoir fait recuire le tout, avoir jeté, fondu le plomb… Pour avoir réparé, ciselé tous lesdits groupes, assemblé et soudé les parties, les ailes et draperies, les avoir posées et arrêts en place, soudés avec crampons et tirants… ; estimations de 1 000 livres pour le modèle en terre, de 700 livres pour estampages du modèle et réalisation du creux, de 4 300 livres pour la fonte et de 2 000 livres pour la reparure et la ciselure ; acompte en 1707 (mentionnant la participation des sculpteurs Philippe Bertrand, René Frémin, Robert Le Lorrain et Jean (ou Jean-Melchior) Raon) et 1709, puis parfait paiement de 8 000 livres en 1710 ». La dorure est réalisée par Guillaume Desauziers .

### Les statues extérieures
En 1705, vingt-huit statues d’Apôtres et Évangélistes, Pères de l’Église et allégories des Vertus catholiques sont disposées sur la balustrade extérieure. Évoquant les grandes réalisations de la Rome baroque, cet ensemble est animé d’un souffle puissant et novateur, comme en témoignent particulièrement les deux figures sculptées par Guillaume Coustou,.
Le programme prévoyait trente-quatre figures : les quatre Évangélistes, les douze Apôtres, les quatre Pères de l'Église latine, les quatre Pères de l'Église grecque, huit Vertus et les patrons de la monarchie française, saint Louis et Charlemagne. Les deux dernières figures et quatre Vertus furent supprimées. Cependant des paiements à Granier pour une figure de la Prudence et à Le Lorrain pour celles de la Science et de la Sagesse, ainsi qu'à Théodon pour la Vigilance, indiquent un début d'exécution. Chaque sculpteur est tenu d'exécuter un petit modèle en cire, qu'il placera sur la maquette de la chapelle au Palais des Tuileries ; puis un autre plus grand, en terre, de 2 pieds de hauteur ; et enfin un en plâtre, fait sur place pour juger de l'effet. Chaque sculpture est composée de quatre assises de pierres d'Augy et de Tonnerre, fournies par l'entrepreneur Joyneau de 1705 à 1707. Un plan du comble de la chapelle, dressé par la Surintendance des Bâtiments détermine l'emplacement des figures à poser, avec les noms de leurs sculpteurs. Le parti général a été respecté : les Apôtres de part et d'autre de la nef, les Pères de l'Église au-dessus des saillies du chœur, les Évangélistes au chevet et les Vertus au-dessus de la chapelle de la Vierge. On observe quelques différences entre le projet et la réalisation.
Les 28 statues de la balustrade extérieure sont dues à :

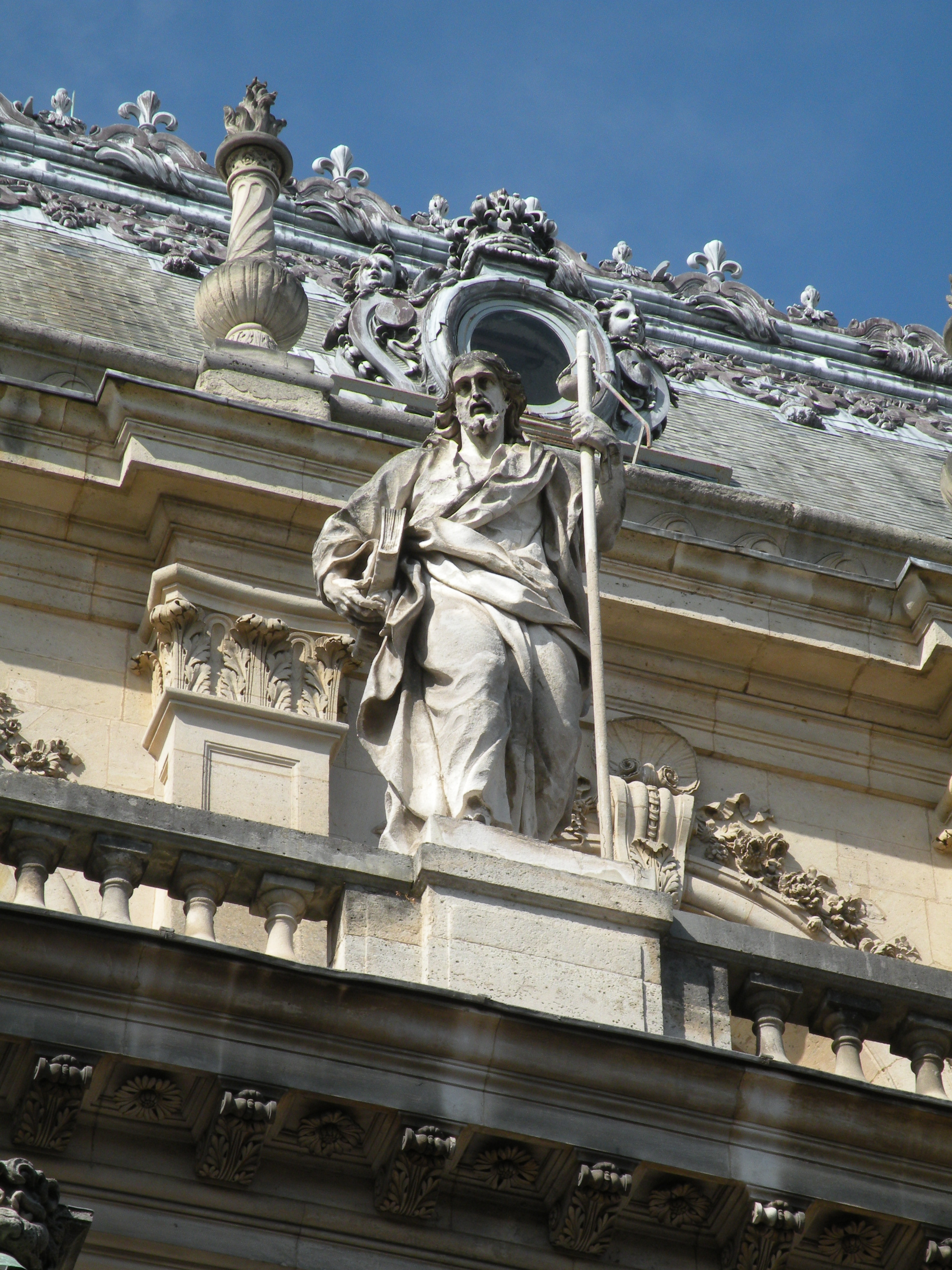
Philippe Magnier, Saint Jacques le Majeur.

- Philippe Magnier, Saint Thomas, statue, pierre de Tonnerre, H. 260 cm (Cour haute de la chapelle, 1re statue à partir de l'ouest) ;
- Jean-Baptiste Théodon, Saint Jacques le Mineur, statue, pierre de Tonnerre, H. 260 cm (Cour haute de la chapelle, 2e statue à partir de l'ouest) ;
- Philippe Magnier, Saint Jacques le Majeur, statue, pierre de Tonnerre, H. 260 cm (Cour haute de la chapelle, 3e statue à partir de l'ouest) ;
- Jean-Baptiste Théodon, Saint André, statue, pierre de Tonnerre, H. 260 cm (Cour haute de la chapelle, 4e statue à partir de l'ouest) ;
- Claude Poirier, Saint Paul, statue, pierre de Tonnerre, H. 260 cm (Cour haute de la chapelle, 5e statue à partir de l'ouest) ;
- Claude Poirier, Saint Pierre, statue, pierre de Tonnerre, H. 260 cm (Cour haute de la chapelle, 6e statue à partir de l'ouest) ;
- Guillaume Coustou, Saint Jérôme, statue, pierre de Tonnerre, H. 260 cm (Cour haute de la chapelle, 7e statue à partir de l'ouest) ;
- Guillaume Coustou, Saint Augustin, statue, pierre de Tonnerre, H. 260 cm (Cour haute de la chapelle, 8e statue à partir de l'ouest) ;
- Pierre Lepautre, Saint Grégoire le Grand, statue, pierre de Tonnerre, H. 260 cm (Cour haute de la chapelle, 9e statue à partir de l'ouest) ;
- Pierre Lepautre, Saint Ambroise, statue, pierre de Tonnerre, H. 260 cm (Cour haute de la chapelle, 10e statue à partir de l'ouest) ;
- Corneille van Clève, Saint Luc, statue, pierre de Tonnerre, H. 285 cm (avec la plinthe) (Chevet, 1re statue à partir du sud) ;
- Corneille van Clève, Saint Mathieu, statue, pierre de Tonnerre, H. 283 cm (avec la plinthe) (Chevet, 2e statue à partir du sud) ;
- Corneille van Clève, Saint Marc, statue, pierre de Tonnerre, H. 283 cm (avec la plinthe) (Chevet, 3e statue à partir du sud) ;
- Corneille van Clève, Saint Jean, statue, pierre de Tonnerre, H. 283 cm (avec la plinthe) (Chevet, 4e statue à partir du sud) ;
- Jean Poultier, Saint Basile, statue, pierre de Tonnerre, H. 276 cm (avec la plinthe) (Cour basse de la chapelle, 1re statue à partir de l'est) ;
- Jean Poultier, Saint Athanase, statue, pierre de Tonnerre, H. 292 cm (avec la plinthe) (Cour basse de la chapelle, 2e statue à partir de l'est) ;
- Simon Hurtrelle, Saint Cyrille, statue, pierre de Tonnerre, H. 292 cm (avec la plinthe) (Cour basse de la chapelle, 3e statue à partir de l'est) ;
- Anselme Flamen, Saint Irénée, statue, pierre de Tonnerre, H. 292 cm (avec la plinthe) (Cour basse de la chapelle, 4e statue à partir de l'est) ;
- Anselme Flamen, Saint Philippe, statue, pierre de Tonnerre, H. 292 cm (avec la plinthe) (Cour basse de la chapelle, 5e statue à partir de l'est) ;
- Anselme Flamen, Saint Barthélemy, statue, pierre de Tonnerre, H. 292 cm (avec la plinthe) (Cour basse de la chapelle, 6e statue à partir de l'est) ;
- Jean-Louis Lemoyne, Saint Simon, statue, pierre de Tonnerre, H. 276 cm (avec la plinthe) (Cour basse de la chapelle, 11e statue à partir de l'est) ;
- Jean-Louis Lemoyne, Saint Thaddée ou Jude, statue, pierre de Tonnerre, H. 276 cm (avec la plinthe) (Cour basse de la chapelle, 12e statue à partir de l'est) ;
- Jean de Lapierre et Pierre Bourdy ou Bourdict, Saint Barnabé, statue, pierre de Tonnerre, H. 260 cm (Cour basse de la chapelle, 13e statue à partir de l'est) ;
- Jean de Lapierre, Saint Matthias, statue, pierre de Tonnerre, H. 260 cm (Cour basse de la chapelle, 14e statue à partir de l'est) ;
- Sébastien Slodtz, La Religion, statue, pierre de Tonnerre, H. 292 cm (avec la plinthe) (Chapelle de la Vierge, 7e statue à partir de l'est) ;
- Pierre Granier, La Justice, statue, pierre de Tonnerre, H. 292 cm (avec la plinthe) (Chapelle de la Vierge, 8e statue à partir de l'est) ;
- Robert le Lorrain, La Charité, statue, pierre de Tonnerre, H. 292 cm (avec la plinthe) (Chapelle de la Vierge, 9e statue à partir de l'est) ;
- François Barois, La Foi, statue, pierre de Tonnerre, H. 260 cm (Chapelle de la Vierge, 10e statue à partir de l'est).

## Un sanctuaire du grand décor
« L'achèvement de la chapelle royale occupa, entre 1708 et 1710, les meilleurs artistes du XVIIIe siècle naissant, qui traduisirent en pierre et en peinture un complexe programme iconographique et élevèrent la chapelle au rang de sanctuaire du grand décor. Essentielle au décor versaillais, l'exaltation du roi se fond dans un discours théologique dense et savant, qui se déploie du moindre pilier sculpté jusqu'à la voûte peinte et la balustrade extérieure ».
Sur le budget total de la chapelle s'élevant à deux millions et demi de livres, près d'un million est affecté au décor peint et sculpté.

### L'exaltation de la peinture

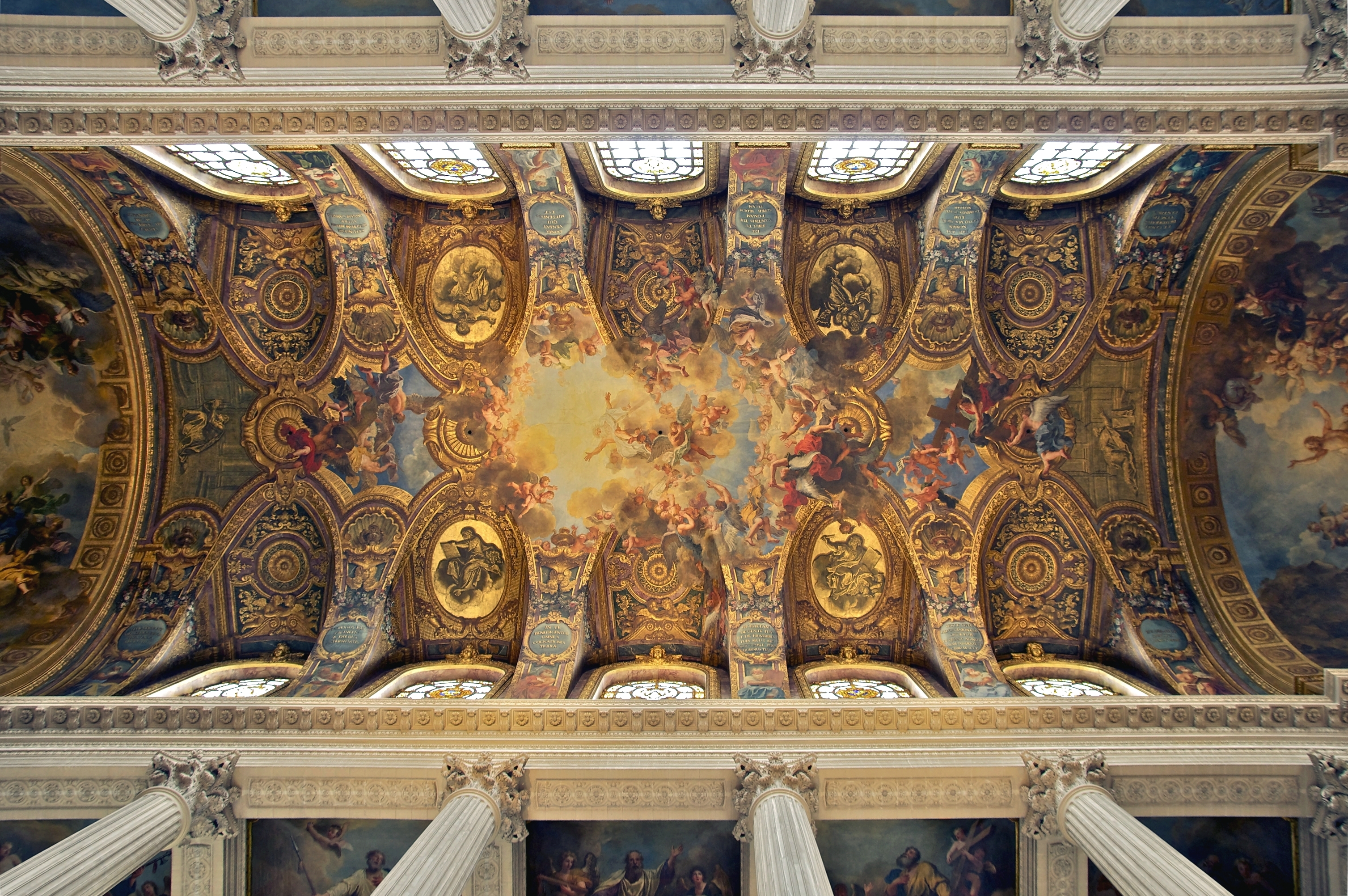
Antoine Coypel, la voûte.

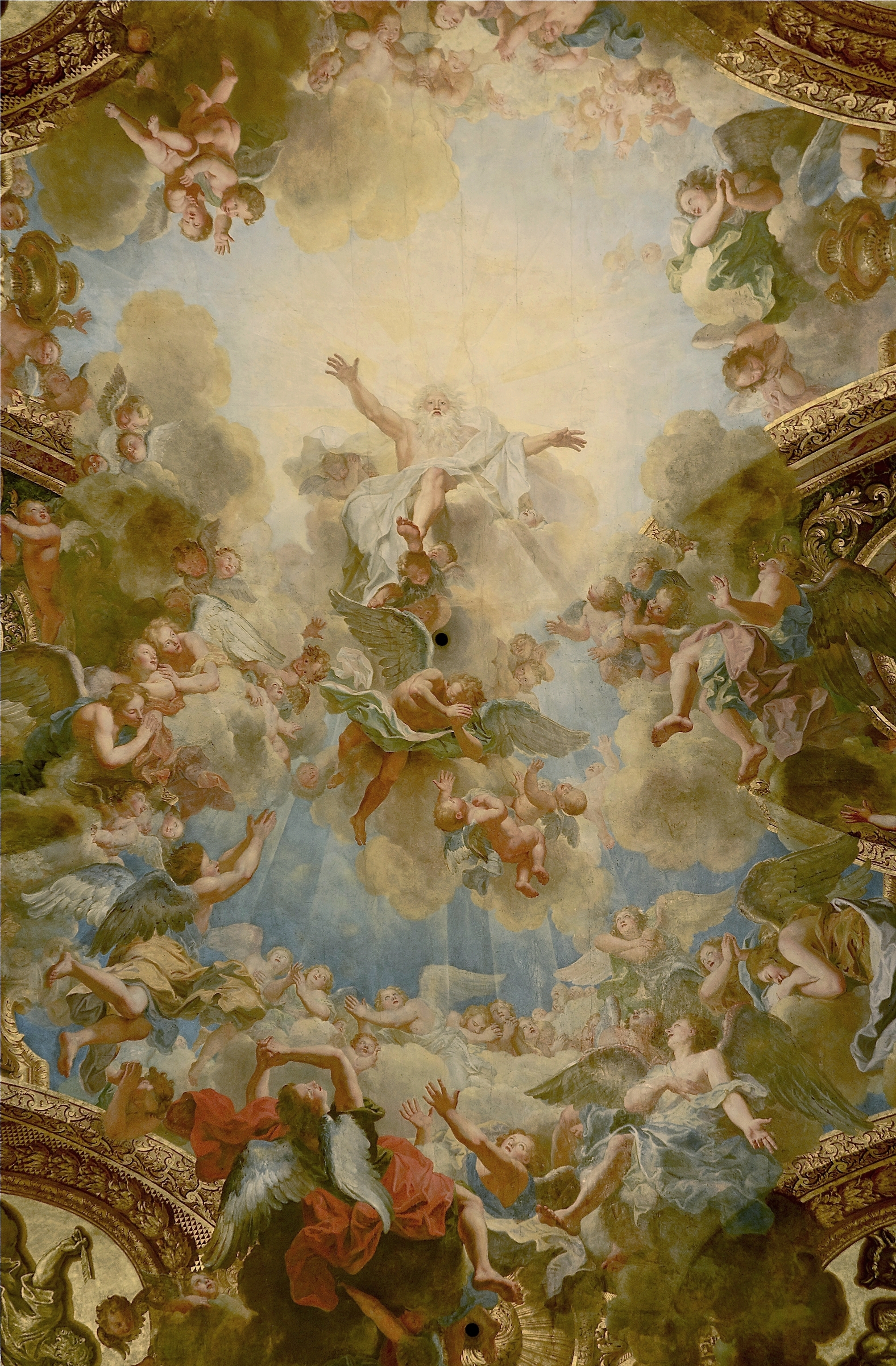
Antoine Coypel, la voûte : Dieu en gloire.

Au cours du chantier, quatre fenêtres hautes et des arcs-doubleaux sont supprimés pour obtenir un vaste espace unifié apte à recevoir une voûte peinte. « Le document de travail rédigé en janvier 1707 trace un programme d’ensemble, centré sur la représentation de la vie du Christ et, aux voûtes de la tribune, sur celle des apothéoses des douze apôtres ». Les travaux débutent à l’automne 1708.
Le décor de la grande voûte est d’abord confié à Charles de la Fosse, choisi par Louis XIV. Mais après le décès de son protecteur Jules Hardouin-Mansart, le peintre initialement pressenti doit se limiter à la Résurrection, dans le cul-de-four de l’abside.
Au-dessus de la tribune du roi, Jean Jouvenet réalise La Pentecôte, structurée par des architectures fictives.
La partie centrale de la voûte est confiée à Antoine Coypel, figure émergente de la peinture française. Il réalise un édifice imaginaire, percé de trois ouvertures vers le ciel montrant au centre Dieu le Père dans Sa gloire et, de part et d'autre, des anges portant les instruments de la Passion.
La réalisation des douze Apôtres échoit aux frères Bon et Louis de Boullogne. Ils peignent aussi un concert d’anges chantant le Domine, salvum fac Regem dans l’axe de la chapelle, au-dessus du buffet d’orgue.

### Le triomphe de la sculpture
Les chapiteaux corinthiens de la colonnade, élaborés dès 1699, reprennent un modèle antique.
La sculpture se manifeste dans les reliefs qui animent les parois.
En 1708, Jean de Lapierre réalise, pour la tribune d'orgue, des trophées d'instruments de musique surmontés de reliefs d'enfants musiciens.
Dans la nef, chaque pilier s'orne d'un relief évoquant un épisode de la Passion, « traité selon deux langages distincts : allégorique et mystique pour le relief d'écoinçon, explicite, voire historié, pour le trophée sous-jacent. Un sens de lecture est ainsi proposé, qui trouve son point d'aboutissement au pilier du sanctuaire du côté de l'Évangile, où les deux modes de langage fusionnent, l'ange allégorique de la Résurrection étant en même temps celui du récit scripturaire ».
« Envisagé dès l'étape des projets, le décor des trophées religieux trouva à Versailles un formidable terrain d'épanouissement. Véritable laboratoire de la création artistique, la chapelle contribua à définir les principales formes d'un genre particulièrement fécond, illustré par non moins de cent dix reliefs au rez-de-chaussée de la chapelle ».
François-Antoine Vassé réalise en 1708 huit trophées pour les piliers de la chapelle. Ils comportent des attributs du culte et de la hiérarchie catholique, ornés à leur base d'un médaillon ou d'un cartouche.

### Le décor intérieur

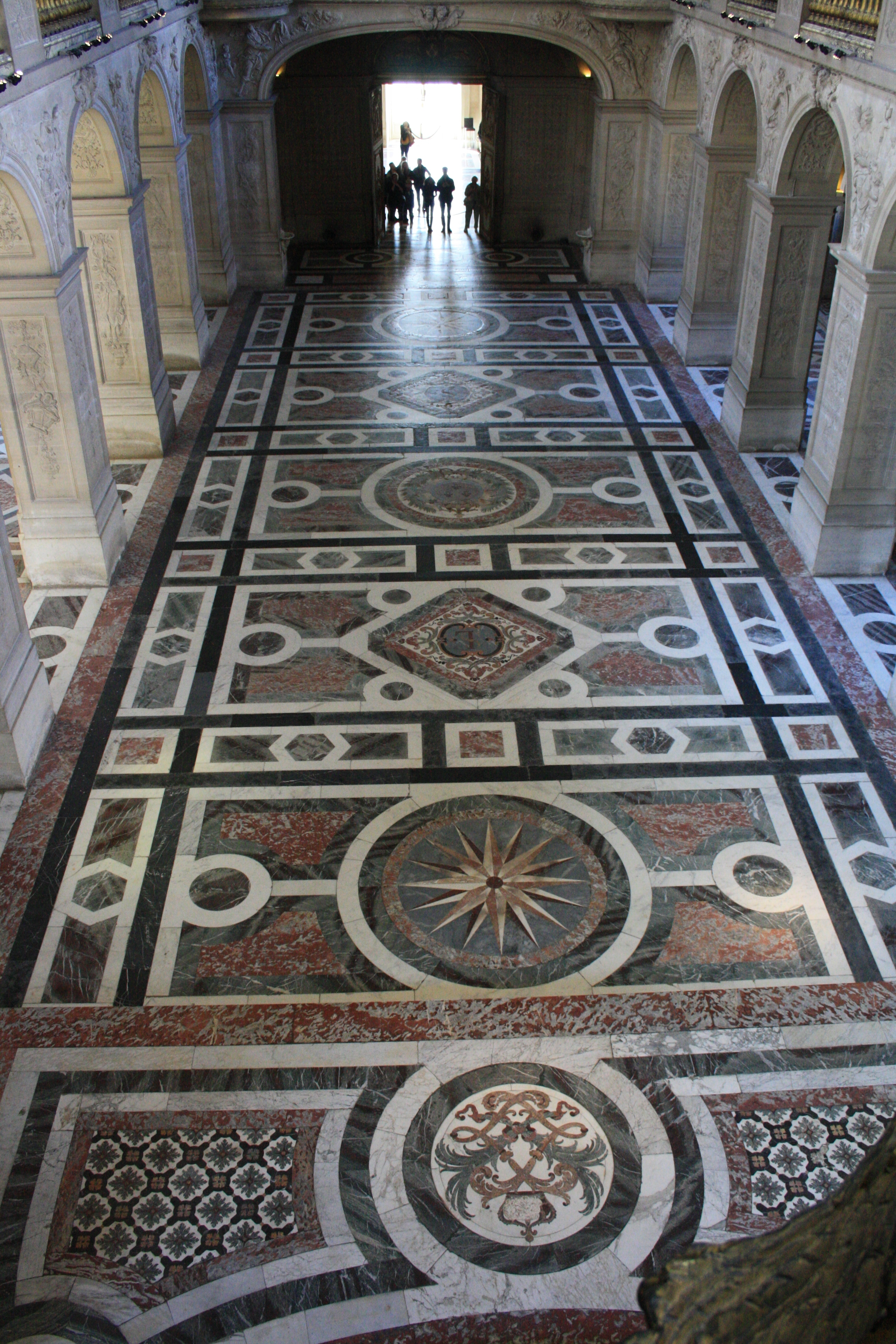
Le sol aux marbres polychromes.

Une ordonnance de colonnes structure le premier étage. Elle participe à l'exhaussement de l’édifice, auquel elle apporte légèreté et solidité. Au rez-de-chaussée en revanche, des piliers sont employés.
Il est initialement prévu de recouvrir les parois de parements en marbre. Ce projet est abandonné, sans doute par suite de l’évolution du goût royal : les murs sont revêtus de pierre de liais, provenant essentiellement des carrières de Saint Leu d’Esserent.
Probablement conçu pour répondre à la polychromie des voûtes, le pavement de marbre est entrepris en mars 1708. Son schéma semble refléter celui d’une voûte encore soutenue par des arcs-doubleaux : trame orthonormée de bandes noires bordées de blanc, où prennent place des compartiments  géométriques répartis symétriquement.
La tribune est pourvue de balustres de bronze doré posés sur des plinthes et soutenant des mains courantes en marbre de Serravezza. Elle est flanquée de deux logettes ou lanternes.

### Un mobilier d'un style nouveau

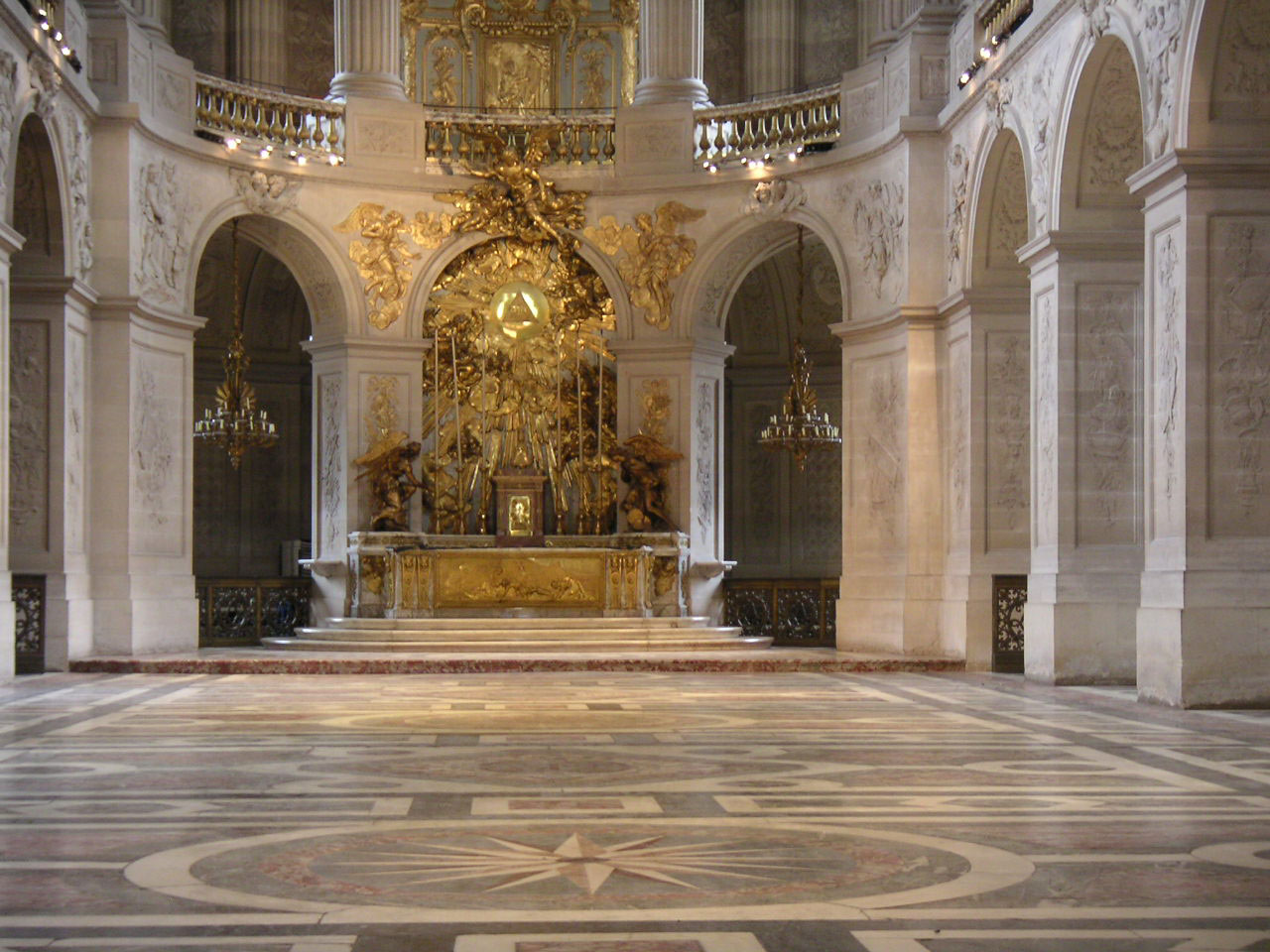
Le maître-autel.

Du mobilier d'inspiration rocaille ne restent que les autels et l'orgue. À l'origine figurent aussi des stalles, une chaire, des confessionnaux et un mobilier à l'usage du roi et de sa famille. Des tapis recouvrent le sol.

#### Le maître-autel
Le maître-autel occupe l'arcade du sanctuaire, entièrement occultée par la gloire du retable. L'ensemble est réalisé en bronze doré par Corneille Van Clève en 1709 et 1710. Le bas-relief de La Déploration du Christ mort, en bronze doré, sert d'antependium. Il clôt le cycle de la Passion sculpté aux piliers de la nef et du sanctuaire.

#### Les autels secondaires

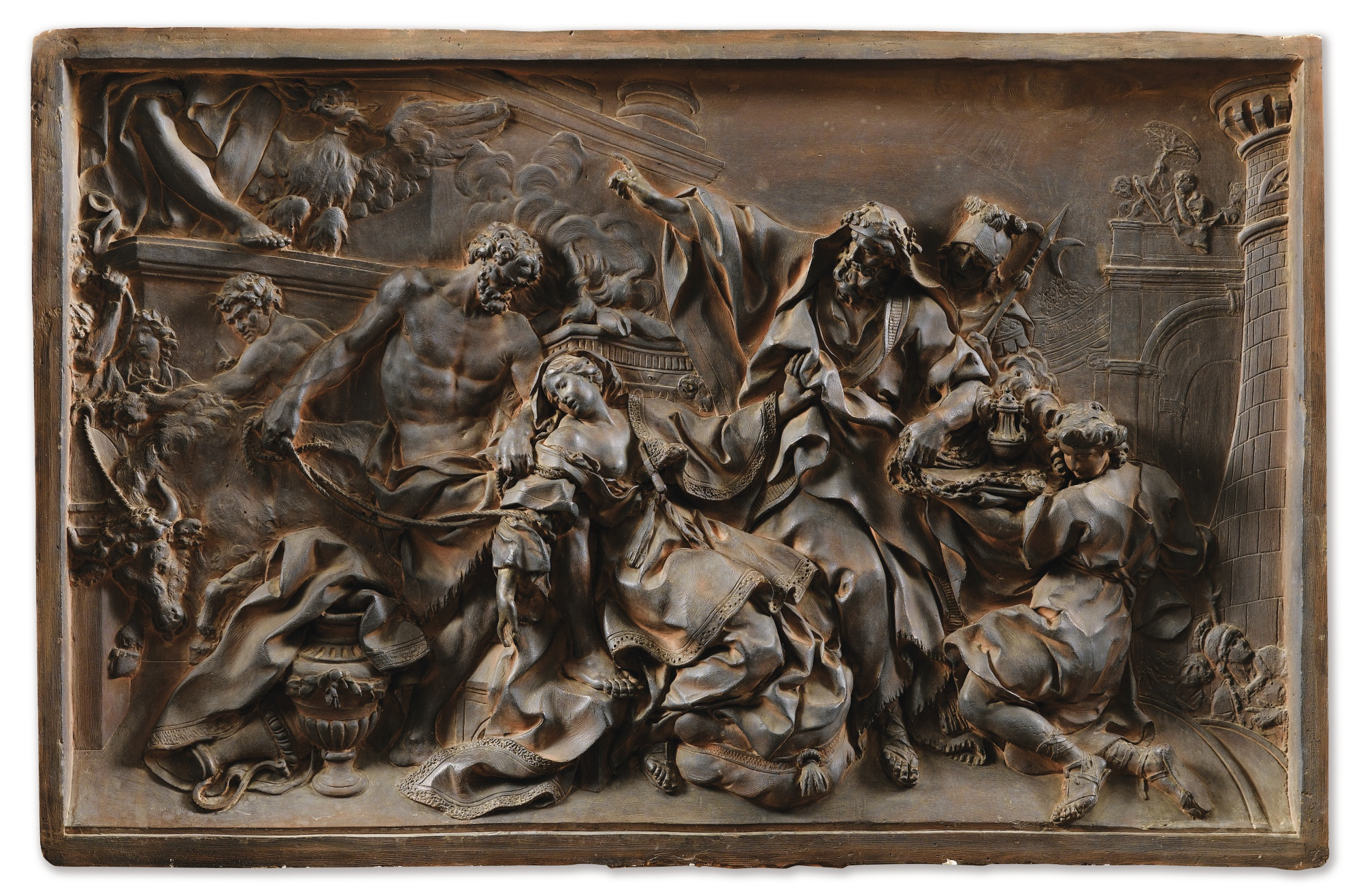
Nicolas Sébastien Adam, Le Martyre de sainte Victoire.

Les neuf autres autels de la chapelle sont consacrés au Saint-Sacrement, à la Sainte Vierge et aux principaux saints patrons de la famille royale : saint Louis, sainte Anne, sainte Thérèse, saint Philippe, saint Charles, sainte Victoire et sainte Adélaïde.
Quatre autels sont surmontés de retables peints.
Sur l'autel de la Vierge, à l'étage de la tribune, est placée L'Annonciation de Louis de Boullogne.
Pour la chapelle de Saint Louis, Jean Jouvenet peint Saint Louis priant pour les blessés et les faisant assister après une bataille.
Pour les autres autels, seuls des reliefs de bronze sont prévus. Ils ne seront exécutés que sous Louis XV. Nicolas Sébastien Adam réalise Le Martyre de sainte Victoire, d'une théâtralité exacerbée. Dans Saint Charles Borromée demandant à Dieu la cessation de la peste de Milan, Edme Bouchardon utilise un langage classique.

#### L'orgue

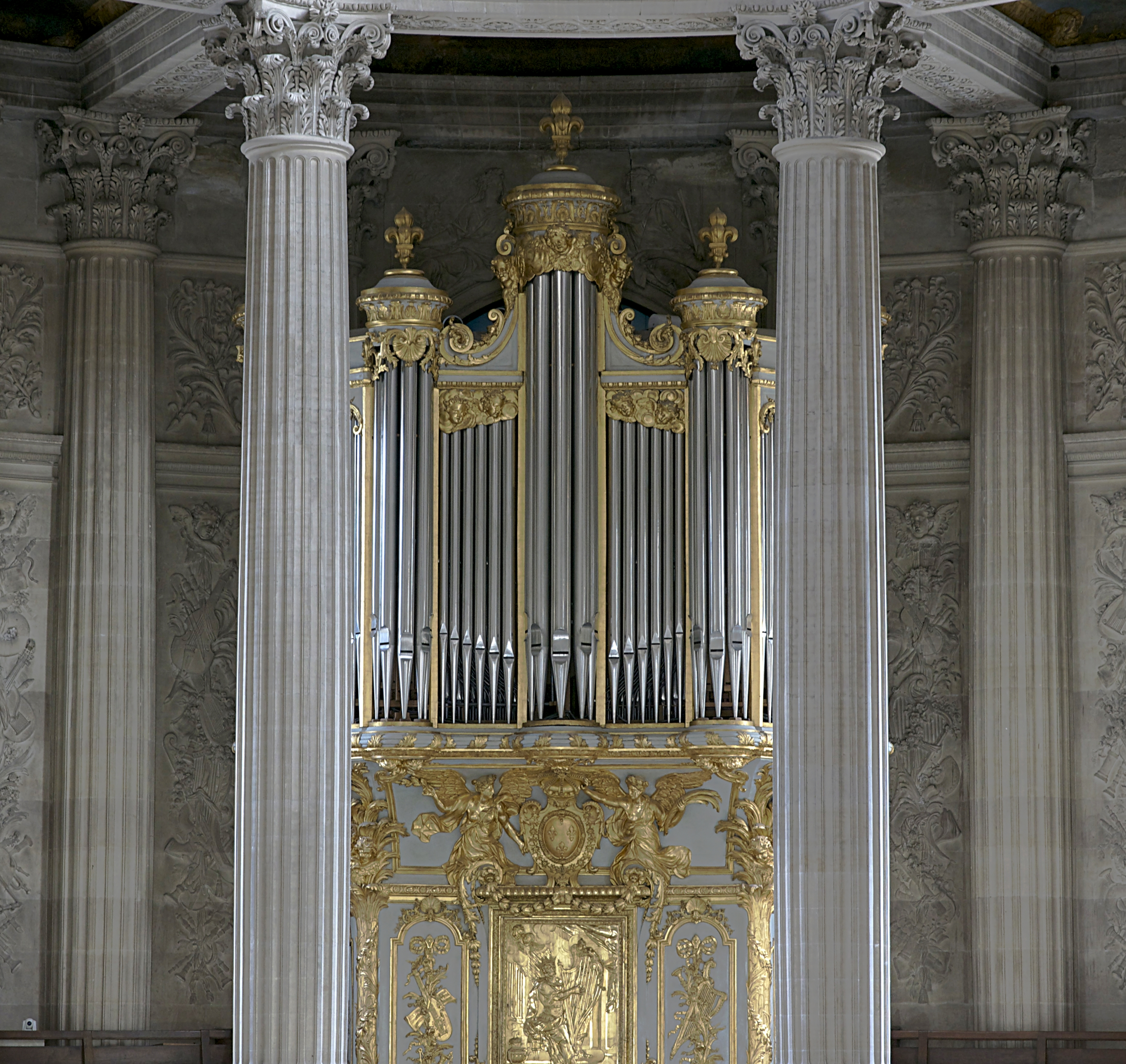
L'orgue vu depuis la tribune royale.

La chapelle dispose d'un orgue dès 1710, construit par les facteurs Robert Clicquot et Julien Tribuot. L'orgue d'origine n'existe plus aujourd'hui, du fait des nombreuses restaurations qu'il a connu. Il a été remanié et dénaturé en 1871 par Aristide Cavaillé-Coll. En 1936, la Commission des Orgues décide de restituer l'instrument d'origine et commande un nouvel orgue à Victor Gonzalez. Jugé insuffisamment authentique, cet orgue a été démonté en 1989. Pour le remplacer, une reconstitution scrupuleuse à la manière de Clicquot, avec ses transformations de 1736 et de 1762, a été effectuée par Jean-Loup Boisseau et Bertrand Cattiaux en 1994 et inaugurée les 18 et 19 novembre 1995.
Le buffet de l'orgue, conçu par Rudolph Garrels en 1710 et sculpté par Philippe Bertrand, s'orne d'un bas-relief représentant David jouant de la harpe. Le roi musicien est entouré de chérubins joufflus, thème favori de la prochaine génération. Normalement, l'orgue est placé au-dessus de l'entrée. Ici, il se trouve au-dessus de l'autel, auquel les courtisans tournaient le dos pour faire face au roi. Le prie-Dieu du monarque occupe donc la place traditionnellement réservée à l'orgue, au premier étage, face à l'autel. Plus de quatre-vingts marbres sont utilisés. Seul le buffet est classé au titre des monuments historiques. Il figure sur la liste de 1862,, qui officialise la protection du domaine de Versailles.

## Réception et postérité
La chapelle est placée sous le vocable de Saint-Louis. Cet ancêtre de Louis XIV, son saint patron et son modèle, fit bâtir la Sainte-Chapelle, reliquaire architectural conçu pour renfermer la Couronne d'épines. Le monument parisien servira de modèle à l'architecture religieuse. L'édifice de Louis XIV s'en inspire.
La modernité, le parti pris architectural et le décor de la chapelle versaillaise suscitent critiques comme éloges.
La verticalité de la voûte, qui rompt la sévère ligne horizontale de l’aile du nord, est sévèrement condamnée. La phrase célèbre du duc de Saint-Simon résume les attaques :

« Cette belle chapelle de Versailles, si mal proportionnée, qui semble un enfeu par le haut et vouloir écraser le château. »

Néanmoins, l'édifice compte des admirateurs. Luigi Vanvitelli s'en inspire pour la chapelle du palais de Caserte.
Le langage décoratif ultramontain s'affirme dans ses éléments :
- ordonnance d’arcades en plein cintre, au rez-de-chaussée de la nef ;
- ordre corinthien du premier étage ;
- voûte cintrée à pénétrations, qu'un grand cycle peint recouvre entièrement ;
- allégories de vertus en haut-relief, qui couronnent les baies de la tribune ;
- marbres polychromes du pavage ;
- statues en pied de la balustrade extérieure.

« Tout en s’accordant à la politique religieuse de Louis XIV, les ressorts de cette romanité architecturale sont assurément liés à la tradition liturgique de la chapelle royale. Loin d’être le reflet univoque d’une influence subie sans discernement, la chapelle utilise ces éléments de vocabulaire tridentin au sein d’une syntaxe tributaire de la grande tradition française ».
Mort en 1715, le Grand roi n’a guère le temps de jouir d'un sanctuaire si longtemps préparé. Mais cette chapelle atteste sa piété. Elle constitue aujourd'hui la partie la plus authentique du château. Épargnée par la Révolution, qui ne bûche que les fleurs de lys à la bases des colonnes du premier étage, elle échappe aux restructurations du XIXe siècle.

« Ce joyau architectural, objet d’un financement exceptionnel dépassant les deux millions et demi de livres, peut être considéré comme le testament d’un monarque en fin de règne. Sans aucun doute, il s’agit du monument le plus élaboré et le plus soigné du Versailles de Louis XIV. »

— Alexandre Maral, Le dernier grand chantier de Louis XIV.

## Galerie d'images

### Images contemporaines
Extérieur

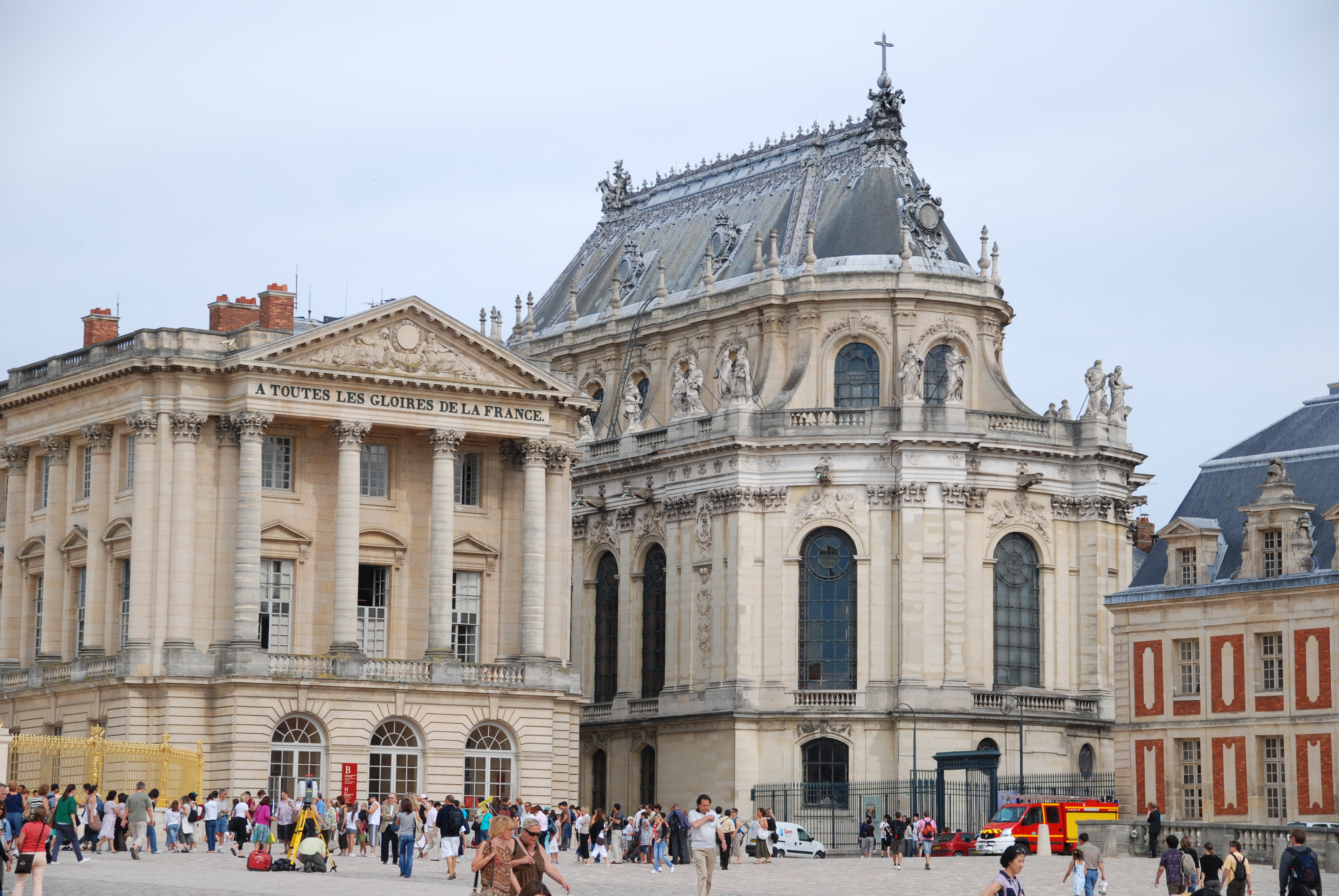
Extérieur avant la restauration de 2017-2020.
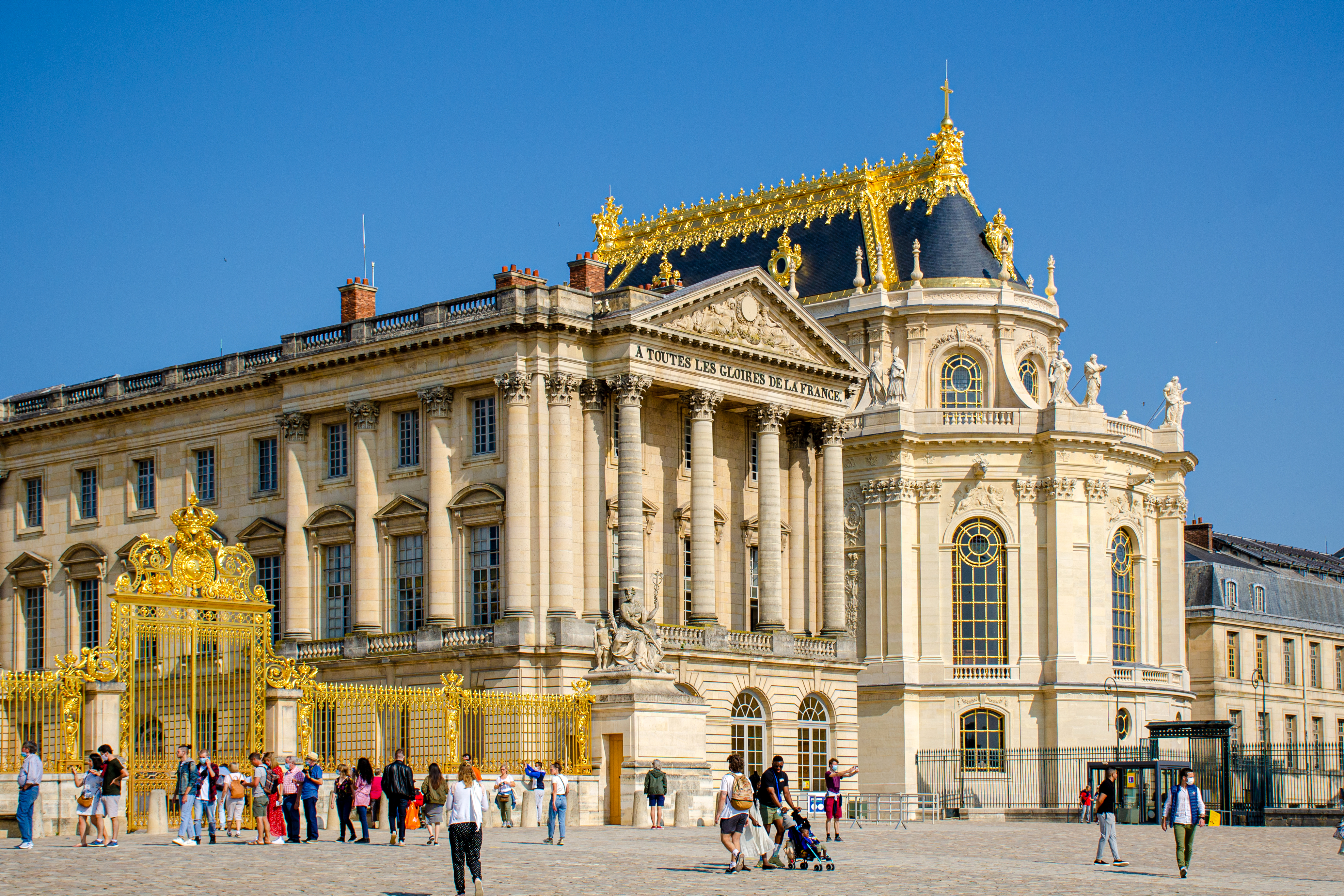
Extérieur après la restauration de 2017-2020.
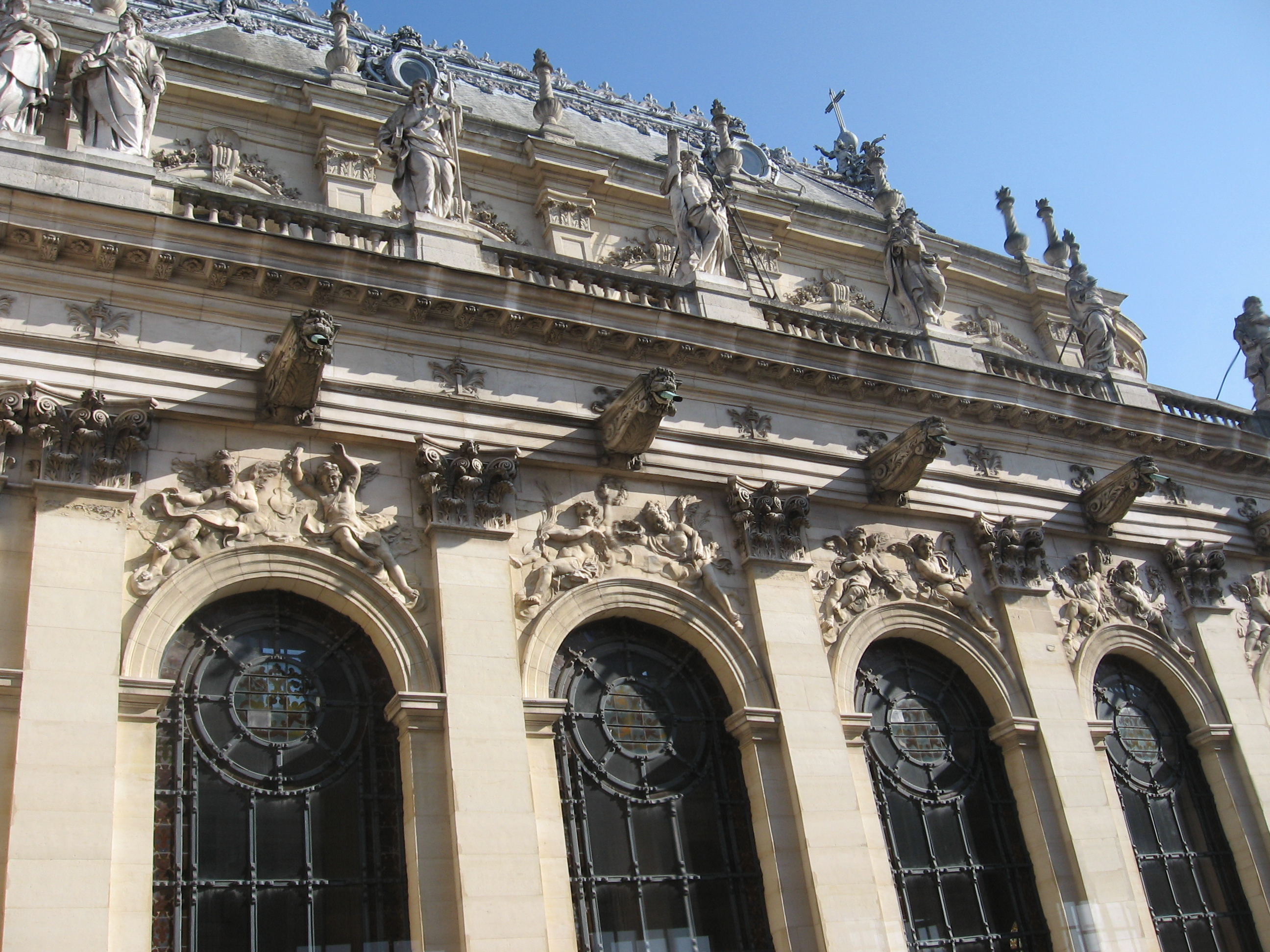
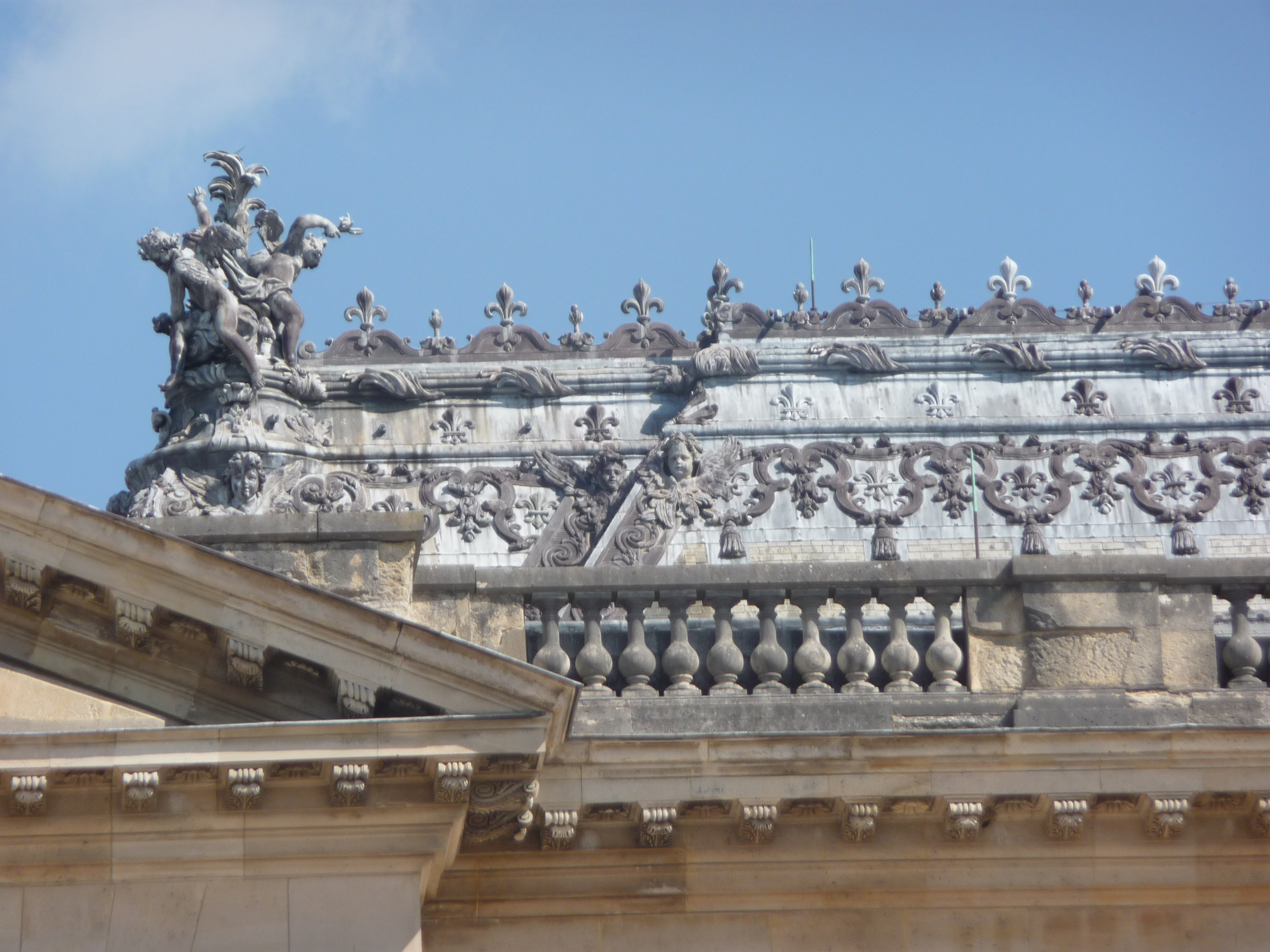
Détail du toit.

Intérieur

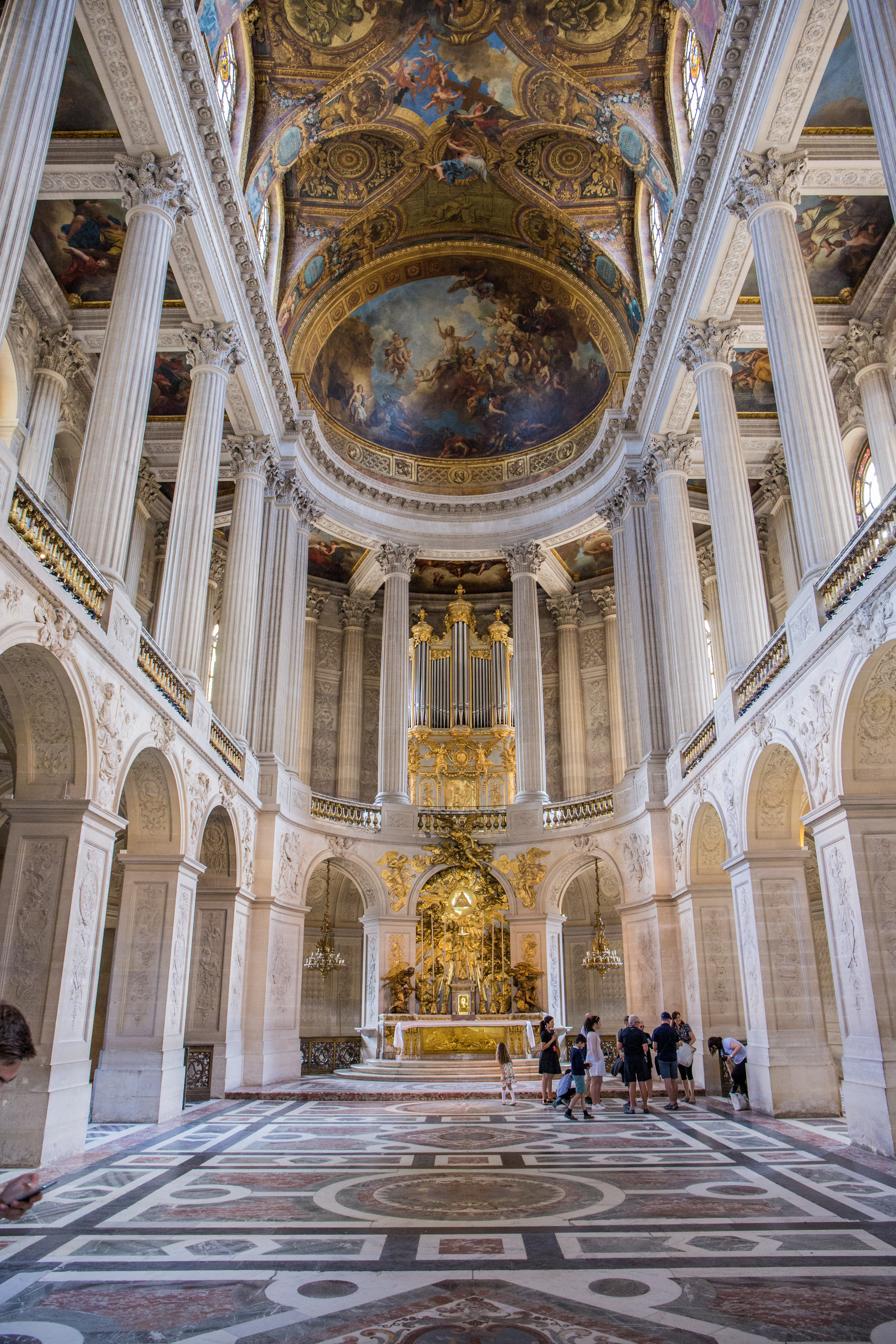
Intérieur vers l'abside.
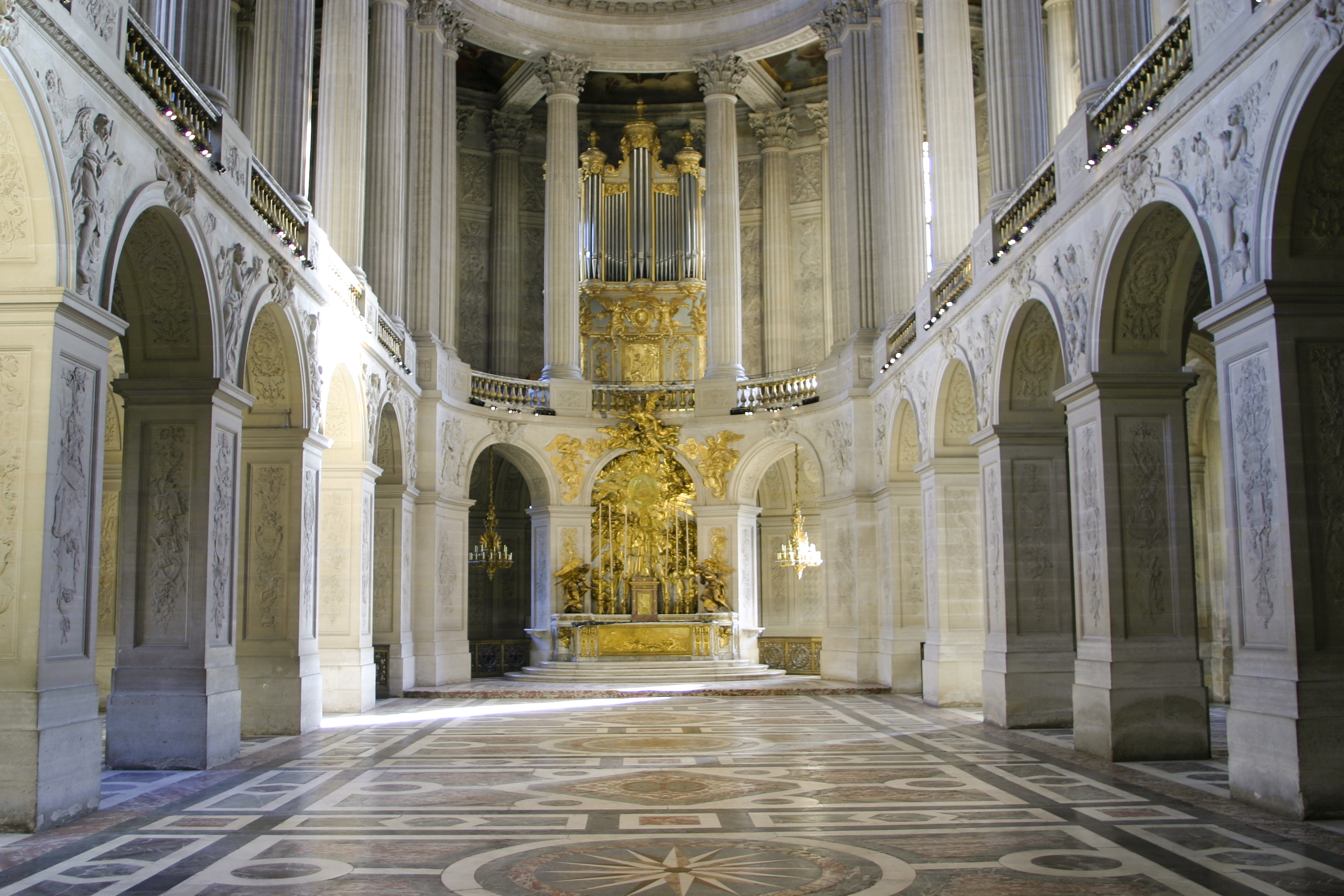
Intérieur vers l'abside.
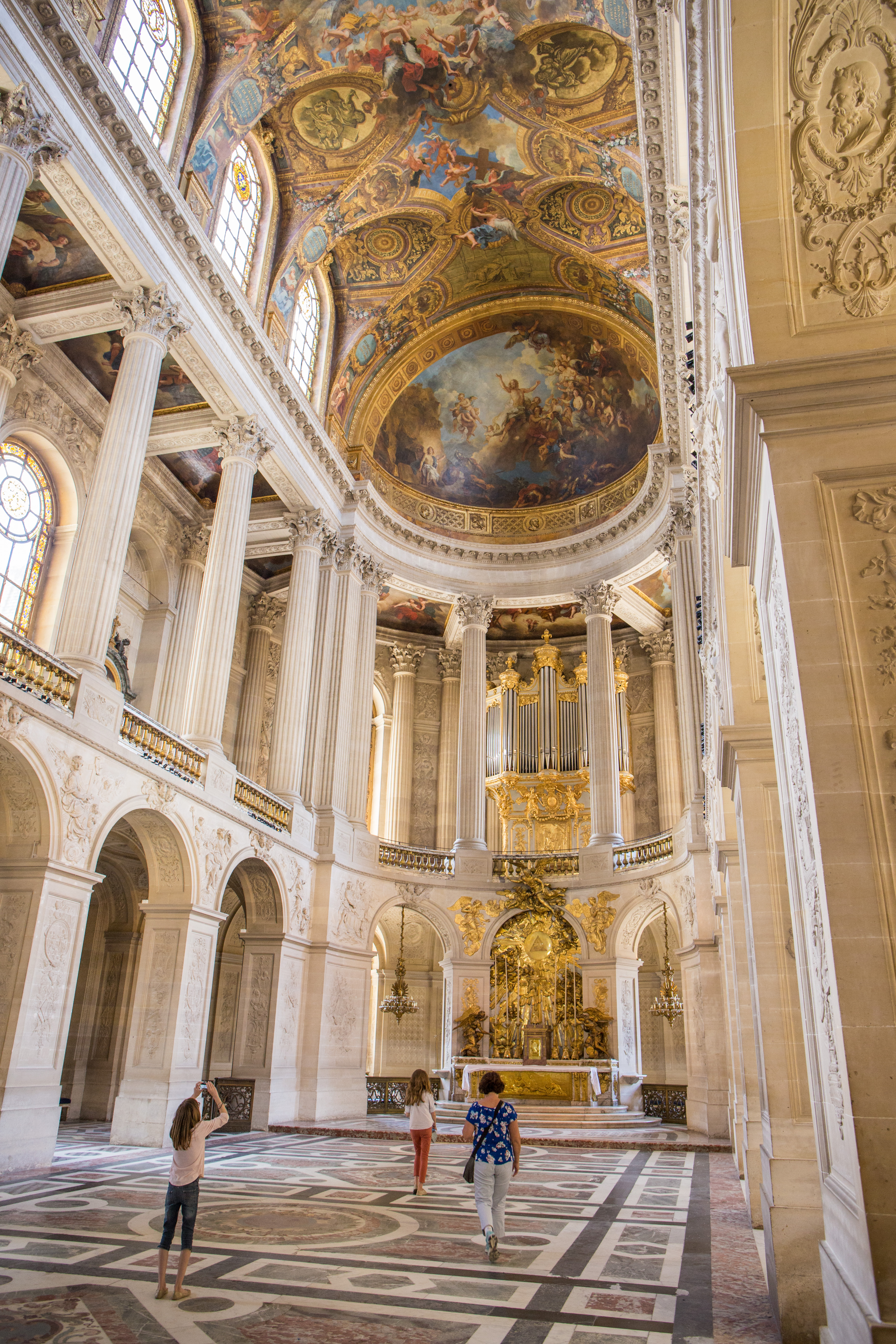
Intérieur vers l'abside.
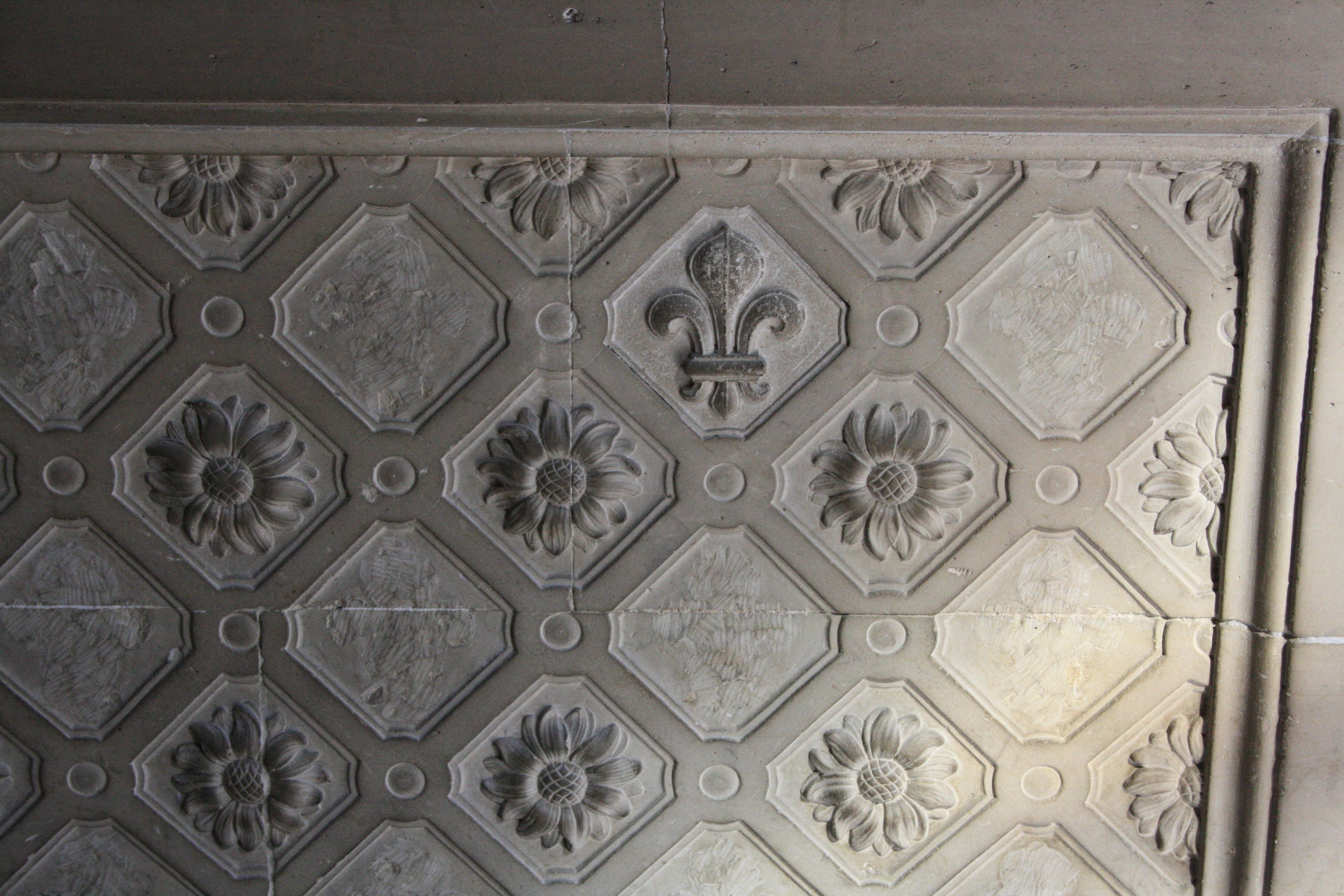
Intérieur - l'un des rares symboles royaux ayant survécu à la Révolution.

### Images historiques

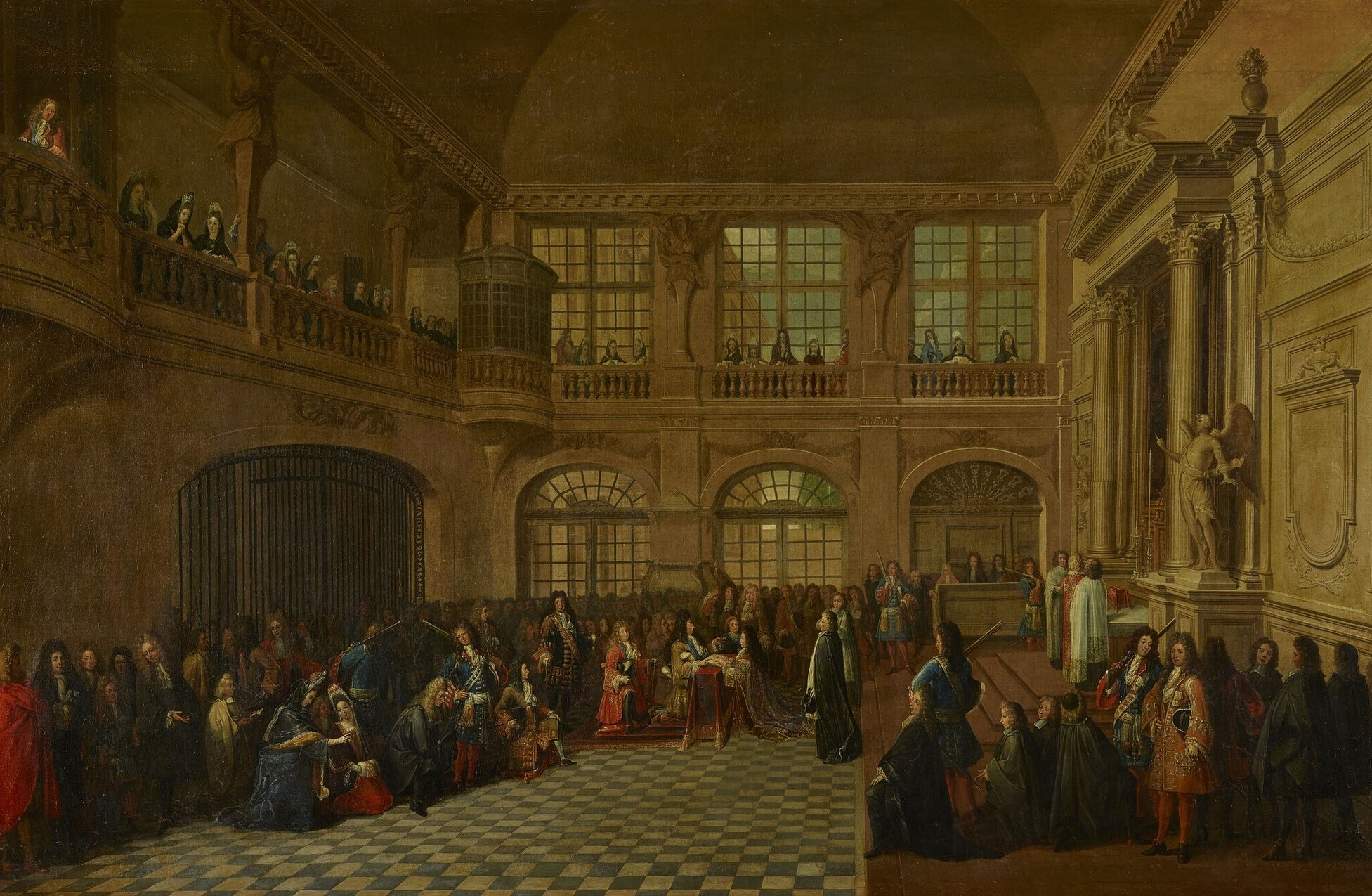
Louis XIV reçoit le serment du marquis de Dangeau dans la quatrième chapelle le 18 décembre 1695.
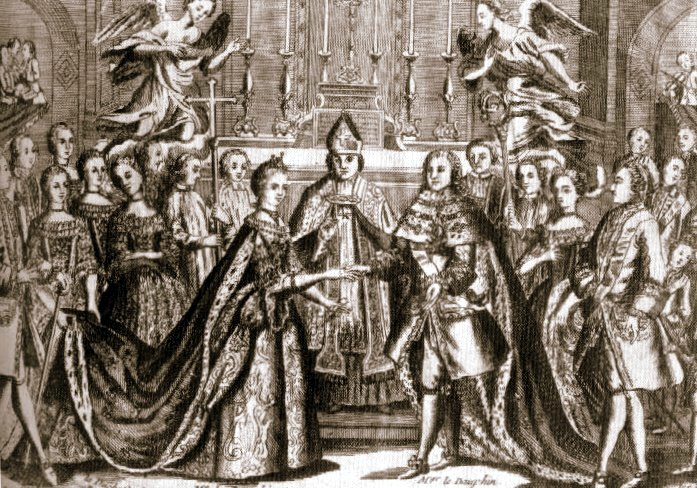
Mariage du futur Louis XVI et de Marie-Antoinette d'Autriche le 16 mai 1770.
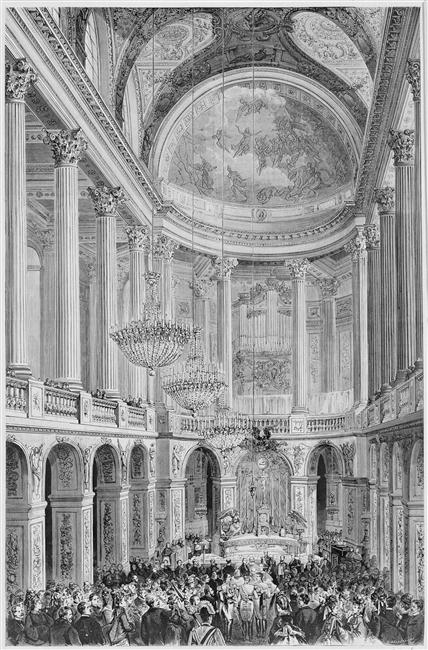
Le président Mac-Mahon remet des barrettes aux nouveaux cardinaux le 8 janvier 1874.

Le 10 septembre 1944, après la Libération, l'archevêque de New-York Francis Spellman célèbre une messe dans la chapelle.

## Restauration

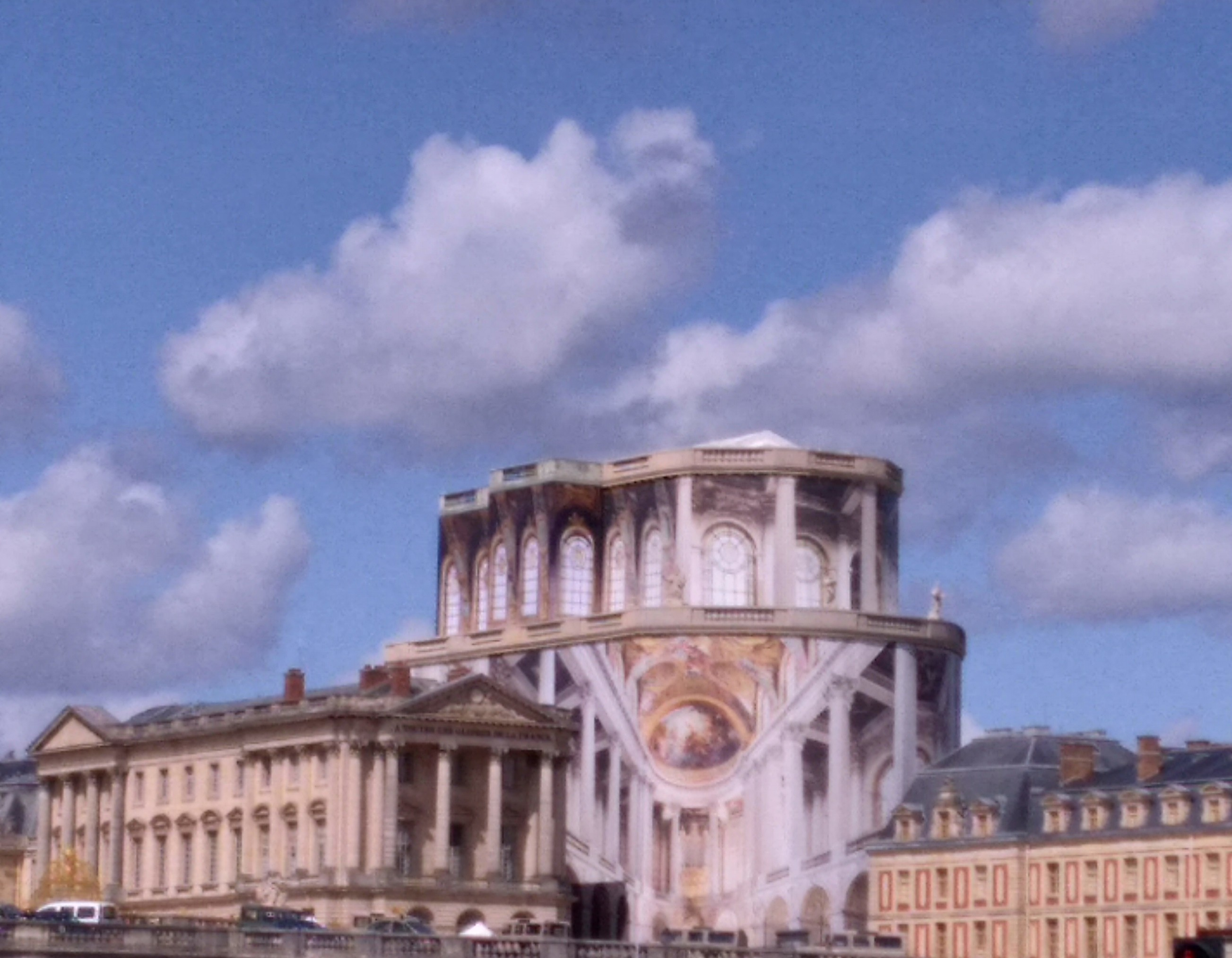
La chapelle pendant les travaux de restauration
(août 2019).

Depuis juin 2017, l'extérieur de la chapelle, très dégradé au bout de trois siècles, fait l'objet d'une campagne de restauration. La première tranche concerne la couverture et charpente, les ornements en plomb, les statues et décors sculptés, les vitraux et parements des étages supérieurs. Elle se déroule de 2017 à 2020. Le financement principal est assuré par la fondation Philanthropia, les statues font l'objet d'une campagne d'adoption.
Frédéric Didier, qui dirige l'opération, a prévu de supprimer les ajouts au décor de plomb réalisés postérieurement, qui ont alourdi la toiture et provoqué des infiltrations. Ces ornements seront ensuite redorés, à l'instar de ceux de la Cour de Marbre.
La campagne de restauration prévoit également l'électrification de la chapelle, les quelques spots placés le long des voûtes étant remplacés par un dispositif comprenant 2 km de câbles et 400 projecteurs.